# Arc forestier du Perche d'Eure-et-Loir
Le site du réseau Natura 2000 arc forestier du Perche d'Eure-et-Loir est un site d'importance communautaire défini, au titre de la directive habitats, dans la partie du Perche situé en Eure-et-Loir.

La création de cette zone spéciale de conservation a été effectuée par arrêté le 13 avril 2007.

## Caractéristiques
La répartition des types d'habitats est la suivante :
- Forêts à feuilles caduques : 71%
- Marais, tourbières : 	13%
- Eaux stagnantes, eaux courantes : 11%
- Prairies : 3%
- Landes, Broussailles : 2%

De nombreuses sources sont à l'origine d'étangs qui alimentent les ruisseaux affluents de l'Eure et de la Blaise.

## Communes
Les communes concernées, pour tout ou partie de leur territoire, sont au nombre de quatorze :

- Champrond-en-Gâtine
- La Chapelle-Fortin
- Le Favril
- La Ferté-Vidame
- Fontaine-Simon
- Friaize
- Manou
- Montireau
- Pontgouin
- La Puisaye
- Saint-Maixme-Hauterive
- Saint-Maurice-Saint-Germain
- Senonches, dont Tardais et La Ville-aux-Nonains
- Thimert-Gâtelles, dont Gâtelles